# Los cien caballeros
Los cien caballeros (en italiano: I cento cavalieri, en alemán: Die hundert Ritter; también conocida en México como El hijo del Cid) es una película de aventuras germano-hispano-italiana de 1964 filmada por el director Vittorio Cottafavi.
En 2004 fue restaurada y mostrada como parte de la retrospectiva Storia Segreta del Cinema Italiano: Italian Kings of the B's (1949-1976) en la 61.ª edición del Festival Internacional de Cine de Venecia.

## Trama
Don Fernando, el hijo de El Cid, convoca a campesinos y ciudadanos para expulsar a los ocupantes musulmanes durante la España medieval.

## Elenco
- Mark Damon como Don Fernando Herrera y Menéndez
- Antonella Lualdi como Sancha Ordóñez
- Gastone Moschin como Frate Carmelo
- Wolfgang Preiss como Jeque Abengalbon
- Barbara Rey como Laurencia
- Rafael Alonso como Jaime Badaloz
- Hans Nielsen como Alfonso Ordóñez
- Manuel Gallardo como Halaf
- Mario Feliciani como Embajador del jeque
- Arnoldo Foà como Don Gonzalo Herrera y Menéndez
- Aldo Sambrell como Alfaquí
- Rafael Albaicín como Mohamed